# Söderarm

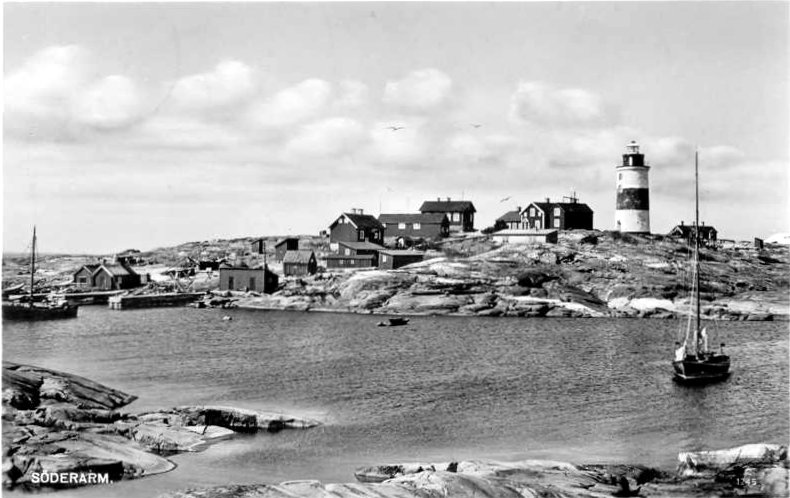
Vykort över Söderarm

Söderarm är en svensk fyr belägen på gränsen till Ålands hav i Rådmansö socken i Stockholms norra skärgård.

## Historia
Söderarms fyr som finns på Torskär stod färdig år 1839 och ritades av kaptenen vid mekaniska kåren Christer Wallenstrand. Fyrningen påbörjades 17 oktober samma år. Tornet är vitputsat med ett rött bälte på mitten och byggt av sten. Fyrplatsen var bemannad fram till den sista september 1997.
1999 ersattes det ursprungliga fyrljuset av en mindre lampa monterad på en fackverksmast på fyren. I november 2007 släcktes även detta ljus och bortmonterades. Fyren är sedan dess släckt permanent då Sjöfartsverket ej ansåg att fyren längre hade någon betydelse för den kommersiella sjöfarten. Tillsammans med fyren Tjärven fungerade Söderarm som angöringsfyr till farlederna mot Kapellskär, Norrtälje och Stockholm. Sedan år 2000 finns det en konferensanläggning på Torskär. Ägarna, Söderarm AB, anordnar guidade visningar av fyren för besökare.

## Teknik
Fyren var från början utrustad med en rovoljelampa och paraboliska reflektorer som förstärkte ljuset. 1882 satte man i en fotogenlampa, men de redan då ålderdomliga paraboliska speglarna användes fram till 1928 då man installerade en Dalén-brännare och en lins i fyren. Den senaste större uppgraderingen skedde då fyrplatsen fick el 1953, och då bytte man lins ännu en gång, nu till en mellanstor roterande lins. Denna utrustning sitter kvar i lanterninen. Fyrtornet blev byggnadsminnesmärkt på 1930-talet. SMHI har en väderstation på ön, och vinduppgifter härifrån rapporteras ofta i Sjörapporten.

## Nära framtid
Söderarm kommer att återställas till militär användning från och med den 1 januari 2025. Söderarm AB:s turismverksamhet på ön upphör samtidigt, efter 25 år. 